# Konsolidacja (mechanika gruntów)

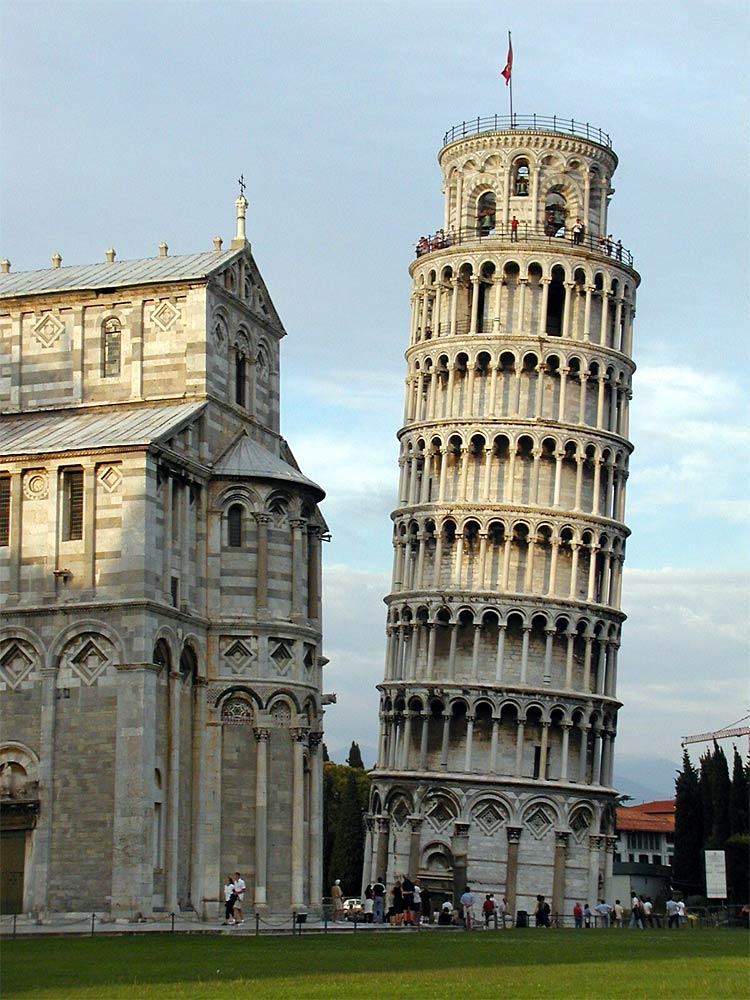
Krzywa Wieża w Pizie

Konsolidacja – proces zagęszczania gruntu pod własnym lub zewnętrznym obciążeniem. Proces konsolidacji jest w znacznej mierze związany z wypieraniem wód gruntowych, dlatego też zależy on pod względem osiadania i upływu czasu od ściśliwości i przepuszczalności gruntu. Konsolidacji ulegają różne grunty mineralne (szczególnie istotna jest ona w przypadku iłów i innych gruntów spoistych) oraz organiczne (np. torf, gytia i inne). Mechanizm konsolidacji oparty jest na zmniejszaniu się przestrzeni porowej (a więc też objętości gruntu) i dyssypacji wody i przyjmuje się, że ma odmienny charakter w przypadku gruntów mineralnych oraz organicznych.
Podstawy teorii konsolidacji zostały sformułowane przez Karla von Terzaghiego oraz R.E. Gibsona. Teorię trójwymiarowej konsolidacji przedstawił w 1941r. Maurice Anthony Biot. W klasycznej metodzie Karla von Terzaghiego grunt jest badany za pomocą edometru, który pozwala na określenie współczynnika konsolidacji oraz przewidzieć zakres konsolidacji. Gdy nacisk jest usuwany, grunt w wyniku odprężenia w pewnym stopniu powraca do pierwotnej objętości a gdy nacisk zostanie ponownie przyłożony konsolidacja przebiega według krzywej ponownej konsolidacji określając w ten sposób współczynnik konsolidacji wtórnej. Grunt, który w swej historii uległ konsolidacji jest nazywany „prekonsolidowanym”. Przykładem są gliny zwałowe, które ulegały naciskowi przez lądolód.

## Analiza konsolidacji

### Pierwotna konsolidacja – analogia sprężyny
Proces konsolidacji filtracyjnej, czyli związanej z odpływem wody z przestrzeni porowych jest często wyjaśniany na przykładzie modelu składającego się ze sprężyny umieszczonej w pojemniku z pokrywą. Pokrywa znajduje się wewnątrz pojemnika i posiada otwór. Sprężyna reprezentuje tu ściśliwość gruntu, natomiast woda w pojemniku wodę porową.

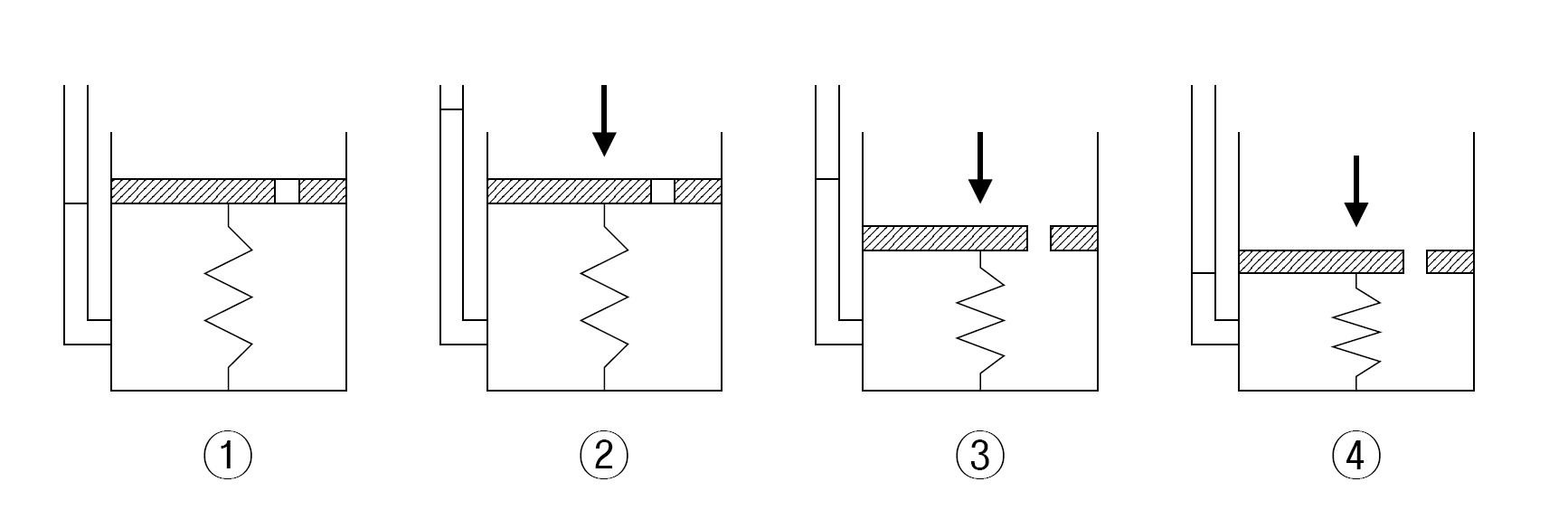

1. Pojemnik jest całkowicie wypełniony wodą a otwór jest zamknięty – całkowicie nawodniony grunt.
2. Zadany nacisk przy zamkniętym otworze powoduje wzrost ciśnienia w pojemniku – ciężar jest częściowo przenoszony przez wodę. (Wzrost ciśnienia porowego w gruncie). Po złożeniu osadu i przykryciu go przez osady nadległe, następuje zwiększenie obciążenia, które przejmuje woda występująca w porach gruntu; przyrost naprężeń efektywnych jest niewielki.
3. Gdy tylko otwór zostaje otwarty, woda wypływa z pojemnika i sprężyna zostaje ściśnięta – drenaż nadmiaru wody porowej. Podczas wyciskania wody z porów (odwadniania) następuje przyrost naprężeń efektywnych, które przejmuje szkielet gruntowy (w gruntach organicznych dodatkową rolę może odgrywać ściśliwość cząstek stałych).
4. Po pewnym czasie wypływ wody zostaje zakończony i cały ciężar jest przenoszony przez sprężynę – całkowity wypływ nadmiaru wody porowej. Po przyjęciu naprężeń przez szkielet gruntowy do wartości obciążeń maksymalnych, nie następuje dalszy wzrost naprężeń a ciśnienie wody w porach wraca do wartości początkowej – konsolidację można uznać za zakończoną.

Proces konsolidacji filtracyjnej jest bardzo powolny i długi (szczególnie dla nieprzepuszczalnych gruntów spoistych). Często pełną konsolidację gruntu osiąga się po dziesięcioleciach od nałożenia obciążenia odpowiedzialnego za ten proces.
Metoda zakłada, że konsolidacja zachodzi jedynie w układzie jednowymiarowym. Dane laboratoryjne wykorzystywane są do tworzenia wykresu naprężenia lub wskaźnika porowatości do naprężenia efektywnego w skali logarytmicznej. Nachylenie wykresu stanowi wskaźnik konsolidacji. Równanie Terzaghiego na osiadanie w wyniku konsolidacji dla gruntów normalnie skonsolidowanych jest następujące:
{\displaystyle \delta _{c}={\frac {C_{c}}{1+e_{0}}}H\log \left({\frac {\sigma _{zf}'}{\sigma _{z0}'}}\right),}
gdzie:
{\displaystyle \delta _{c}} – osiadania spowodowane konsolidacją,
{\displaystyle C_{c}} – wskaźnik ściśliwości,
{\displaystyle e_{0}} – początkowa porowatość,
{\displaystyle H} – grubość warstwy gruntu,
{\displaystyle \sigma _{zf}} – końcowy pionowy nacisk,
{\displaystyle \sigma _{z0}} – początkowy pionowy nacisk.

### Wtórna konsolidacja
Wtórna konsolidacja, często określana jako strukturalna jest ściśliwością, która następuje po zakończeniu pierwotnej konsolidacji i jest powodowana przez dalsze zbliżanie się cząsteczek gruntu bez odpływu wody. Wzór opisujący ją to:
{\displaystyle S_{s}={\frac {H_{0}}{1+e_{0}}}C_{a}\log \left({\frac {t}{t_{90}}}\right),}
gdzie {\displaystyle C_{a}} to wskaźnik wtórnej ściśliwości.